# Vespa PX

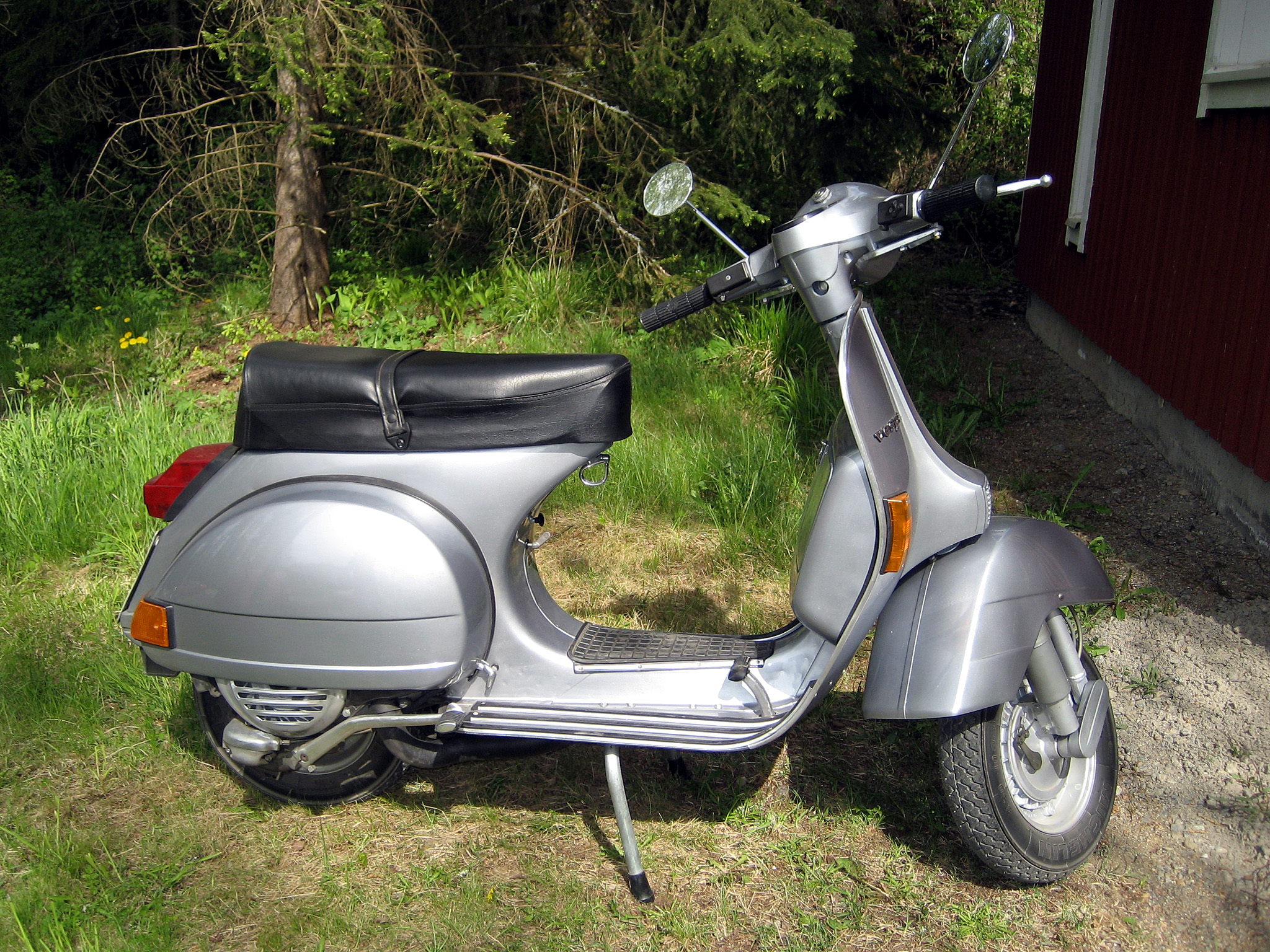
Vespa P 200 E (1981)

Die Vespa PX ist ein von 1977 bis 2016 gebauter Motorroller des italienischen Herstellers Piaggio.

## Modellgeschichte

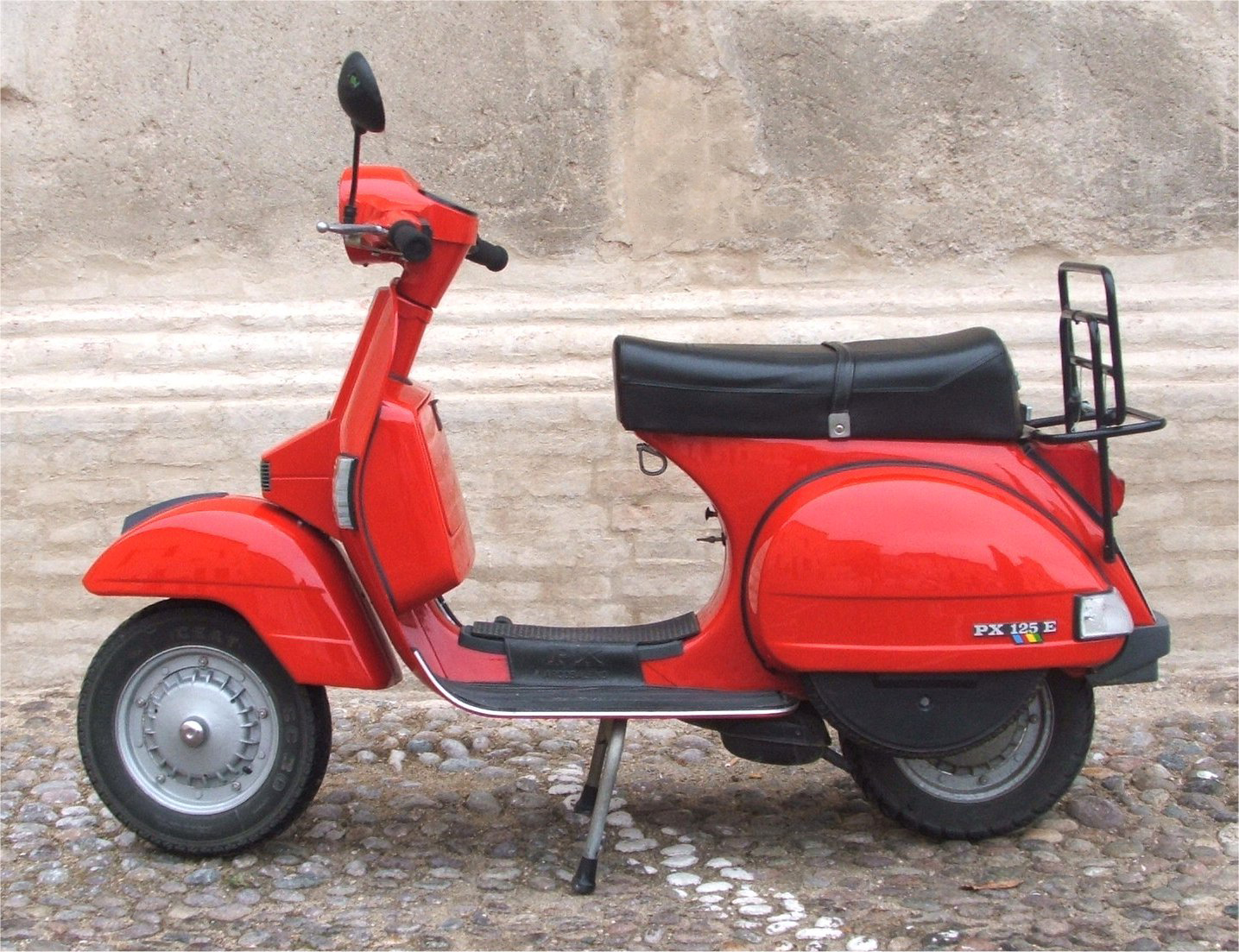
Vespa PX 125 E

Die Vespa PX wurde 1977 in Mailand in der nuova linea (neuen Linie) präsentiert, wobei auch die bewährte Technik verbessert wurde. Mit zwei Trommelbremsen, einem Einzylinder-Motor und einem Chassis aus Stahlblech setzt sie zwar die Tradition des Hauses fort, bekam aber eine neu entwickelte Vorderradaufhängung und eine überarbeitete Hinterradaufhängung für mehr Fahrstabilität. Die allerersten PX-Modelle hatten noch keine Blinker. Zunächst wurde sie als Vespa P 125 X und als Vespa P 200 E mit einer elektronischen Zündung (E für Elettronica) vertrieben und 1978 auch als Vespa P 150 X, wobei diese Modelle ursprünglich als Vespa P bezeichnet wurden.
Diese elektronische Zündung wurde 1981 im Rahmen der Modellpflege auch bei den neuen Modellen Vespa PX 125 und Vespa PX 150 E eingeführt. 1982 wird auch die Vespa P 200 E in Vespa PX 200 E umbenannt. Weitere Modellpflegemaßnahmen bringt 1983 die als Arcobaleno (und außerhalb Italiens als Lusso) bezeichnete Serie, wobei neben geringen optischen auch technische Neuerungen wie Getrenntschmierung und eine Tankanzeige eingeführt wurden. Seit 1981 wird die Vespa P 80 X (bzw. Vespa PX 80) angeboten. Die Modelle der Arcobaleno/Lusso-Serie gibt es wahlweise auch mit elektrischem Starter, was sich an Bezeichnungen wie Vespa PX 200 E Elestart verdeutlicht.
Einen sportlichen Ableger gibt mit der Vespa 125 T5 Pole Position, deren Motor über fünf Überstromkanäle verfügt (daher der Name T5), wobei zugleich auch das äußere Erscheinungsbild geändert wurde. Der mit 12 PS sehr leistungsfähige T5-Motor wird ab 1992 auch in der Vespa PX 125 T5 Classic mit dem bekannten PX-Design angeboten.

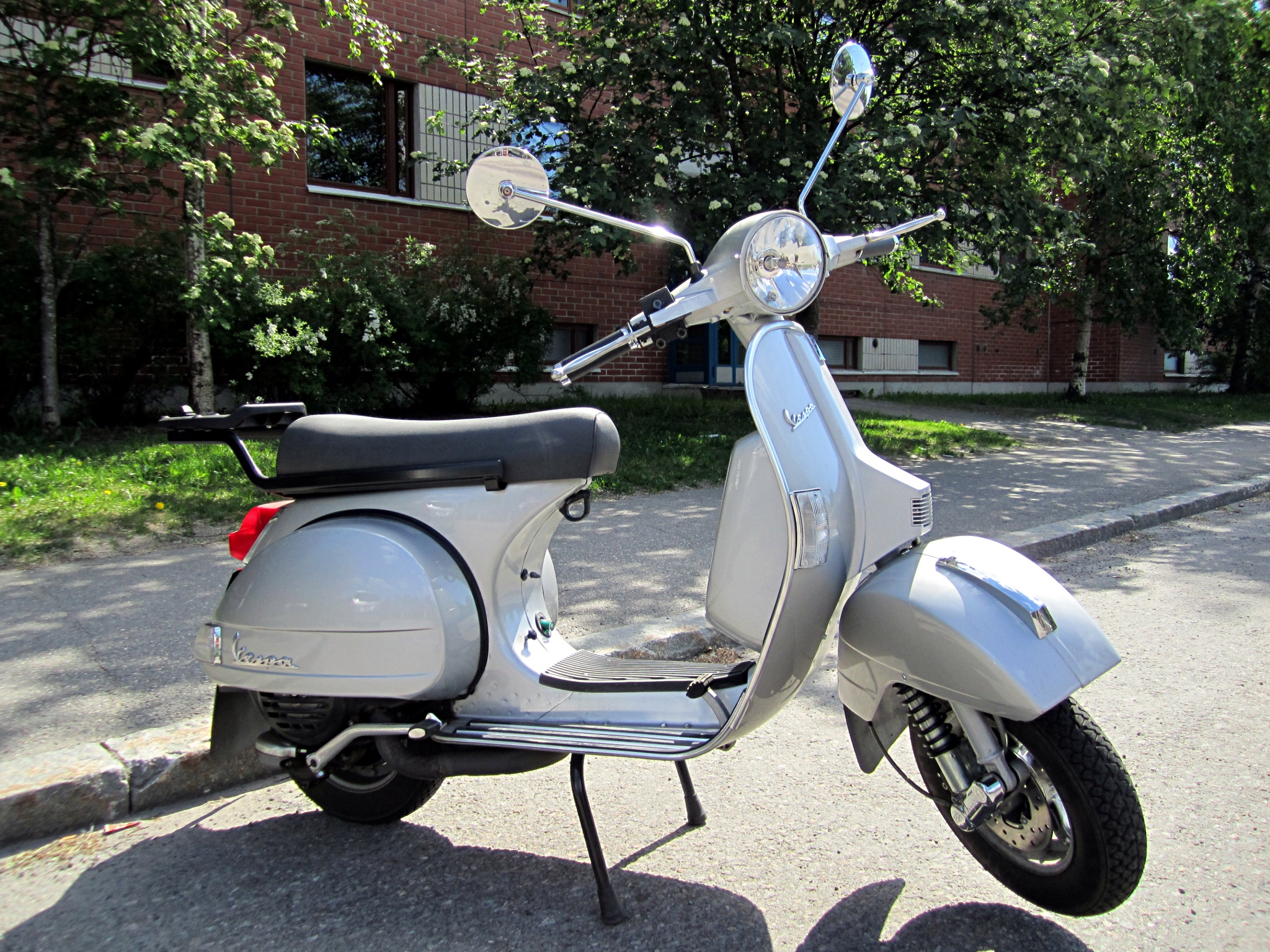
Vespa PX 200 Millennium (2003)

In Italien wurde die Vespa PX zwischen 1988 und 1994 nicht vermarktet, auf Auslandsmärkten war sie aber weiterhin ein fixer Bestandteil. Gleichzeitig mit Modellpflegemaßnahmen kam sie aber 1994 wieder ins inländische Angebot und zum 50. Jahrestag der Vespa wurde sie mit optischen Änderungen auch als Classic vermarktet. Mit einer gründlichen Überarbeitung zum 20-jährigen Modelljubiläum 1998 wurden vorne Scheibenbremse eingeführt, 1999 bekam sie einen ungeregelten Katalysator und 2001 wurden der Scheinwerfer, Rücklicht, Tacho, Kaskade und die Blinker modifiziert.
Im Jahr 2008 wurde die Produktion eingestellt und die letzten Modelle als Ultima Serie in einer limitierten Auflage von 1000 Stück (mit Windschild, einem verchromten Gepäckträger hinten, Chromfelgen mit Weißwandreifen) verkauft. Dennoch kehrte die Vespa PX 2011 in fast unveränderter Form zurück: Einzig die mit 125 und 150 cm³ erhältlichen Motoren wurden an die für Neuzulassungen mittlerweile vorgeschriebene Abgasnorm Euro 3 angepasst. Hintergrund dieser Wiederauferstehung war wohl der große Erfolg des mit der PX baugleichen und nach Europa importierten Lizenzbaus des indischen Unternehmens LML („LML Star 125“).
Mit Einführung der Euro 4 Abgasnorm für Zweiräder zum 1. Januar 2017 hat Piaggio die Baureihe PX 125 und PX 150 Ende 2016 auslaufen lassen. Bereits in die Schweiz importierte Fahrzeuge konnten bis September 2017 über den Importeur Ofrag gekauft werden.

## Modellübersicht
Alle Modelle verfügen über eine selbsttragende Stahlblechkarosserie, einen 1-Zylinder-2-Takt-Motor mit Gebläsekühlung, eine Mehrscheibenkupplung, über ein handgeschaltetes Vierganggetriebe mit Ziehkeilschaltung und über einen Kickstarter. Das Fahrwerk mit den 10-Zoll-Rädern besteht vorne aus einer gezogenen Kurzschwinge mit hydraulisch gedämpftem Federbein und hinten aus einer Triebsatzschwinge mit einem hydraulisch gedämpften Federbein.
| Bauzeit                            | 1977–1981                               | 1978–1997                               | 1977–1997                               | 1981–1992                               | 1982–1997                               | 1986–1999                               | 1987–1998                               | 1998–2008                               | 1998–2008                               | 1998–2001 / 2008                        | 2011–2016                               | 2011–2016                               |                                         |                                         |
| Präfix der Rahmennummer            | VNX1T                                   | VLX1T                                   | VSX1T                                   | V8X1T                                   | VNX2T                                   | VNX5T                                   | VSX1T                                   | ZAPM09302                               | ZAPM09401                               | VSX1T / ZAPM18                          | ZAPM74100                               | ZAPM74200                               |                                         |                                         |
| Präfix der Motornummer             |                                         |                                         | VSE1M                                   |                                         |                                         |                                         |                                         |                                         |                                         |                                         | CAT B 11X33 M741M                       | CAT B 11X33 M742M                       |                                         |                                         |
| Motorbauart                        | luftgekühlter Einzylinder-Zweitaktmotor | luftgekühlter Einzylinder-Zweitaktmotor | luftgekühlter Einzylinder-Zweitaktmotor | luftgekühlter Einzylinder-Zweitaktmotor | luftgekühlter Einzylinder-Zweitaktmotor | luftgekühlter Einzylinder-Zweitaktmotor | luftgekühlter Einzylinder-Zweitaktmotor | luftgekühlter Einzylinder-Zweitaktmotor | luftgekühlter Einzylinder-Zweitaktmotor | luftgekühlter Einzylinder-Zweitaktmotor | luftgekühlter Einzylinder-Zweitaktmotor | luftgekühlter Einzylinder-Zweitaktmotor | luftgekühlter Einzylinder-Zweitaktmotor | luftgekühlter Einzylinder-Zweitaktmotor |
| Hubraum                            | 123 cm³                                 | 150 cm³                                 | 198 cm³                                 | 79 cm³                                  | 123 cm³                                 | 123 cm³                                 | 198 cm³                                 | 123 cm³                                 | 150 cm³                                 | 198 cm³                                 | 123 cm³                                 | 150 cm³                                 |                                         |                                         |
| Bohrung × Hub (mm)                 | 52,5 × 57                               | 57,8 × 57                               | 66,5 × 57                               | 46 × 48                                 | 52,5 × 57                               | 55 × 52                                 | 66,5 × 57                               | 52,5 × 57                               | 57,8 × 57                               | 66,5 × 57                               | 52,5 × 57                               | 57,8 × 57                               |                                         |                                         |
| max. Leistung in kW (PS) bei 1/min | 5,75 kW (8 PS) 5600                     | 6,7 kW (9 PS) 6000                      | 7,35 kW (10 PS) 5000                    | 5 kW (7 PS) 6000                        | 6,3 kW (8,6 PS) 6000                    | 9 kW (12 PS) 6500                       | 9 kW (12 PS) 5700                       | 5,6 kW (7,6 PS) 6250                    | 7,0 kW (9,5 PS)                         | 9 kW (12 PS)                            | 4,8 kW (6,5 PS) 6000                    | 5,8 kW (7,9 PS) 6000                    |                                         |                                         |
| max. Drehmoment in Nm bei 1/min    |                                         |                                         |                                         |                                         |                                         | 12,4 4800                               |                                         | 11,0 4500                               |                                         |                                         | 9,5 4250                                | 11,2 4000                               |                                         |                                         |
| Getriebe                           | Viergang-Schaltgetriebe                 | Viergang-Schaltgetriebe                 | Viergang-Schaltgetriebe                 | Viergang-Schaltgetriebe                 | Viergang-Schaltgetriebe                 | Viergang-Schaltgetriebe                 | Viergang-Schaltgetriebe                 | Viergang-Schaltgetriebe                 | Viergang-Schaltgetriebe                 | Viergang-Schaltgetriebe                 | Viergang-Schaltgetriebe                 | Viergang-Schaltgetriebe                 |                                         |                                         |
| Höchstgeschwindigkeit              | 86 km/h                                 | 90 km/h                                 | 95 km/h                                 | 77 km/h                                 | 89 km/h                                 | 100 km/h                                | 105 km/h                                | 87 km/h                                 | 91 km/h                                 | 95 km/h                                 | 84 km/h                                 | 88 km/h                                 |                                         |                                         |
| Tankinhalt                         | 8 l (davon 2,5 l Reserve)               | 8 l (davon 2,5 l Reserve)               | 8 l (davon 2,5 l Reserve)               | 8 l (davon 2,5 l Reserve)               | 8 l (davon 2,5 l Reserve)               | 8 l (davon 2,5 l Reserve)               | 8 l (davon 2,5 l Reserve)               | 8 l (davon 2,5 l Reserve)               | 8 l (davon 2,5 l Reserve)               | 8 l (davon 2,5 l Reserve)               | 8 l (davon 2,5 l Reserve)               | 8 l (davon 2,5 l Reserve)               |                                         |                                         |
| Abgasnorm                          |                                         |                                         |                                         |                                         |                                         |                                         |                                         | Euro 2                                  | Euro 2                                  | Euro 2                                  | Euro 3                                  | Euro 3                                  |                                         |                                         |

- 1 Bezeichnung der Arcobaleno bzw. Lusso-Modelle (von 1983 bis 1997). Die Technik ist mit den seit 1977 gebauten Fahrzeugen weitgehend identisch.

## Galerie

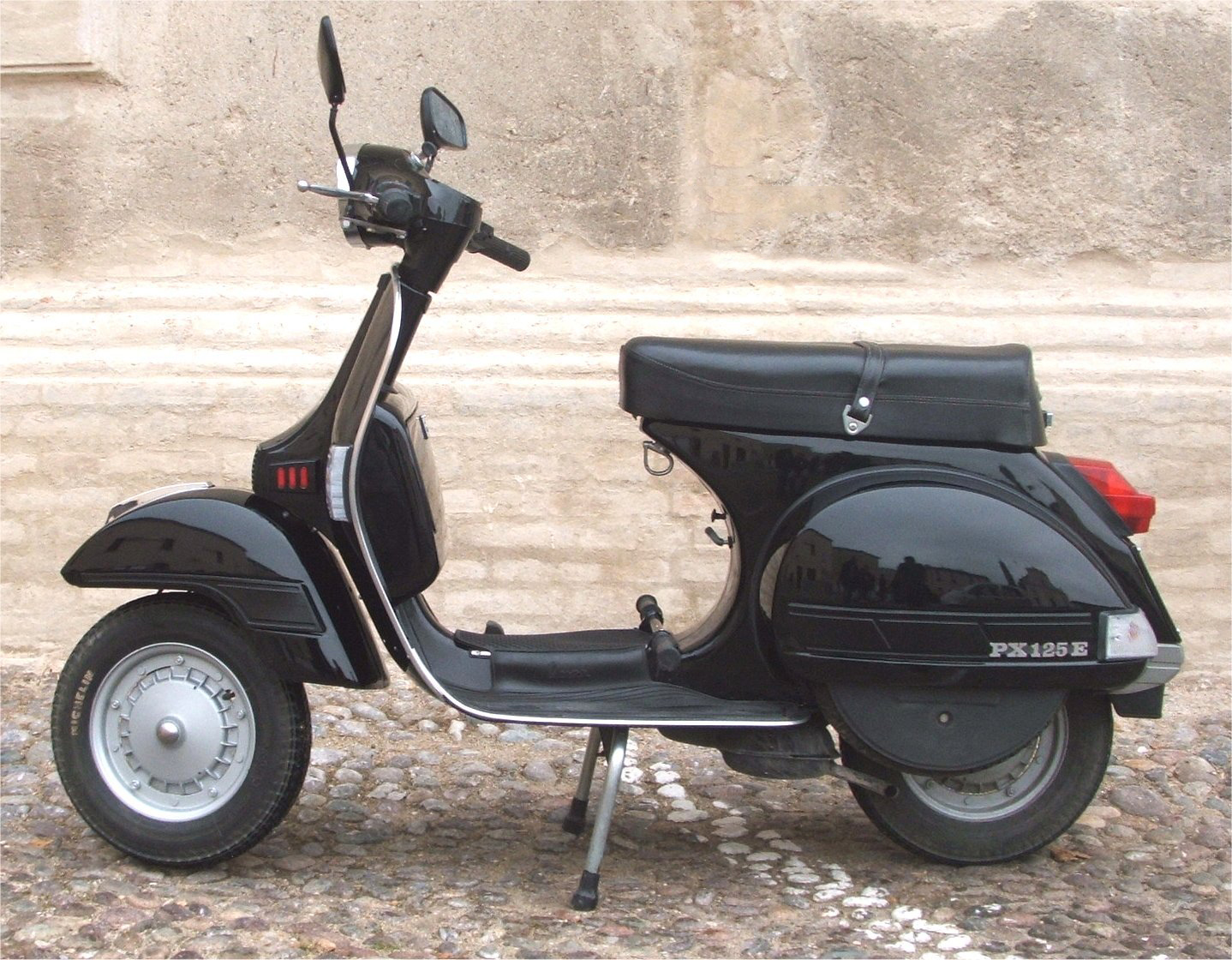
Vespa PX 125 E
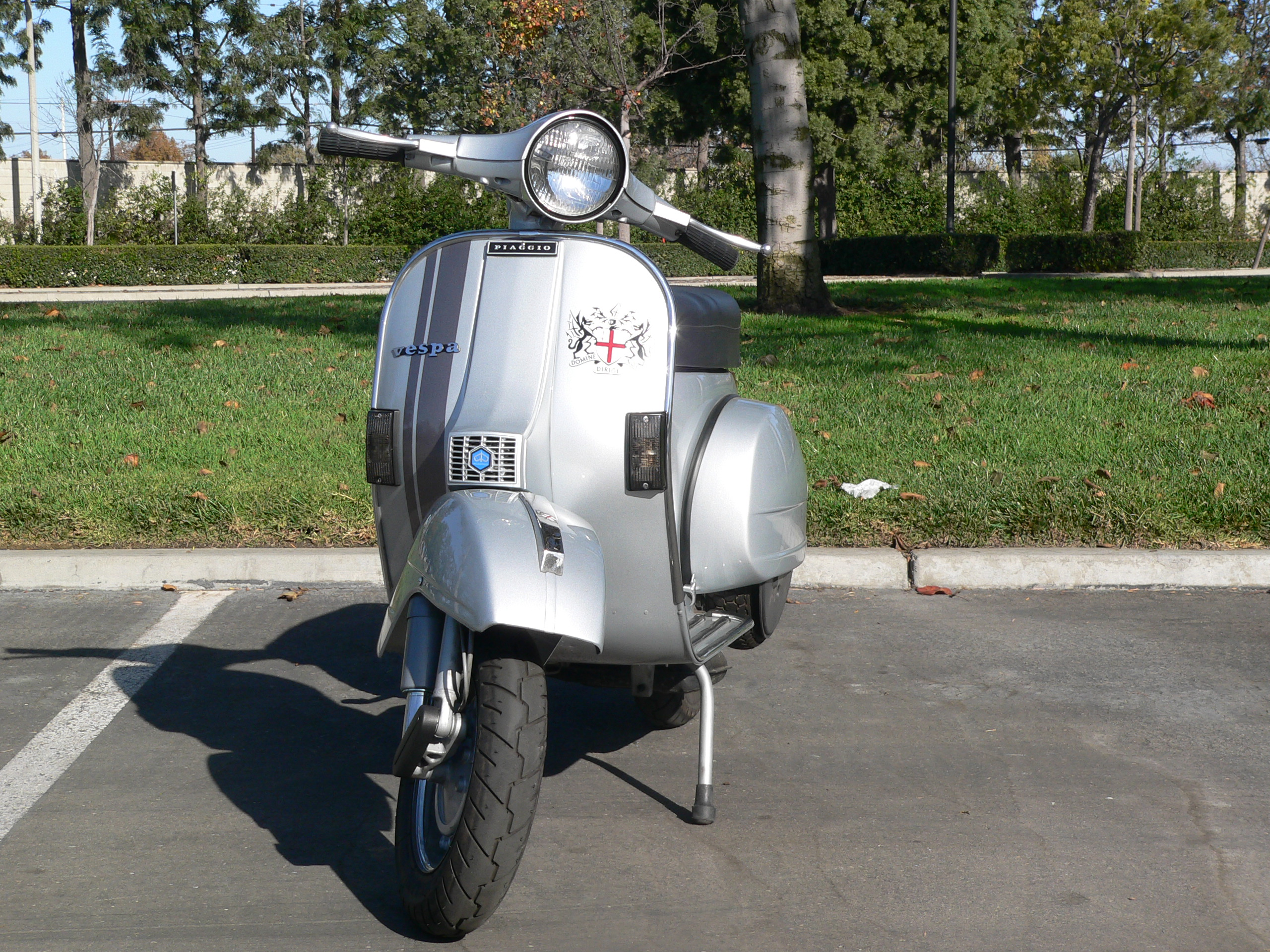
Vespa P 200 E (1980)
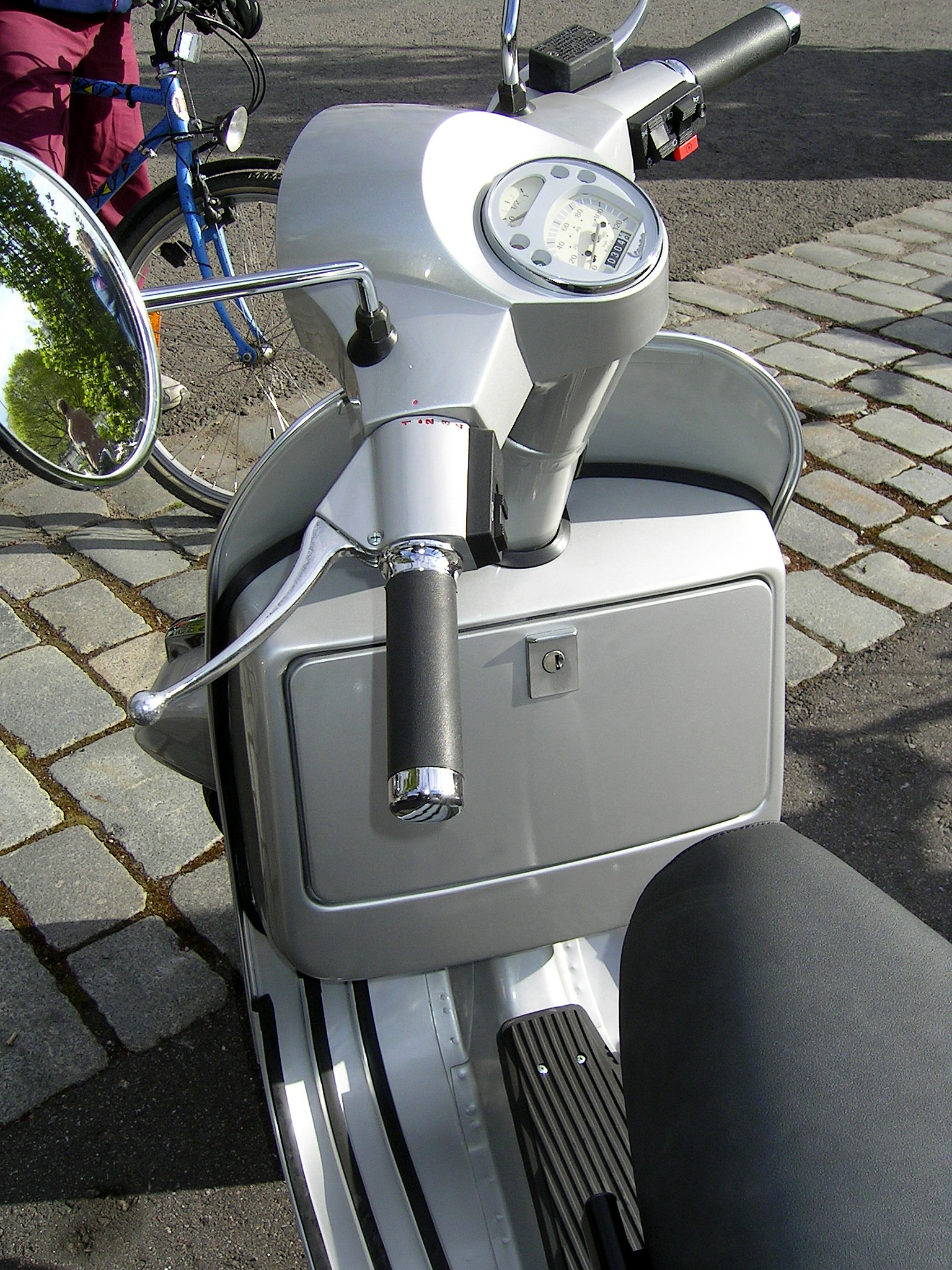
Handschuhfach der PX
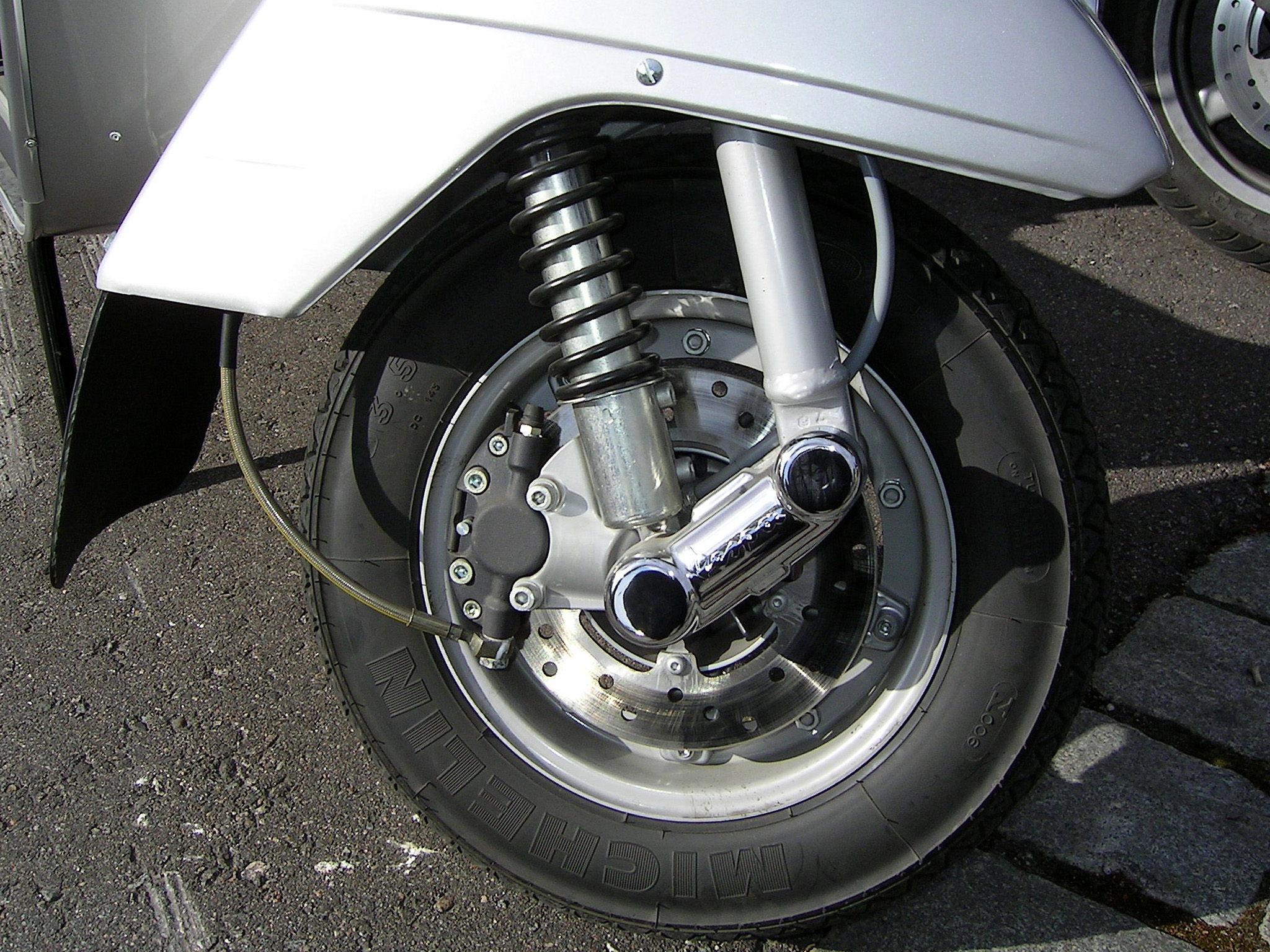
Radaufhängung der PX
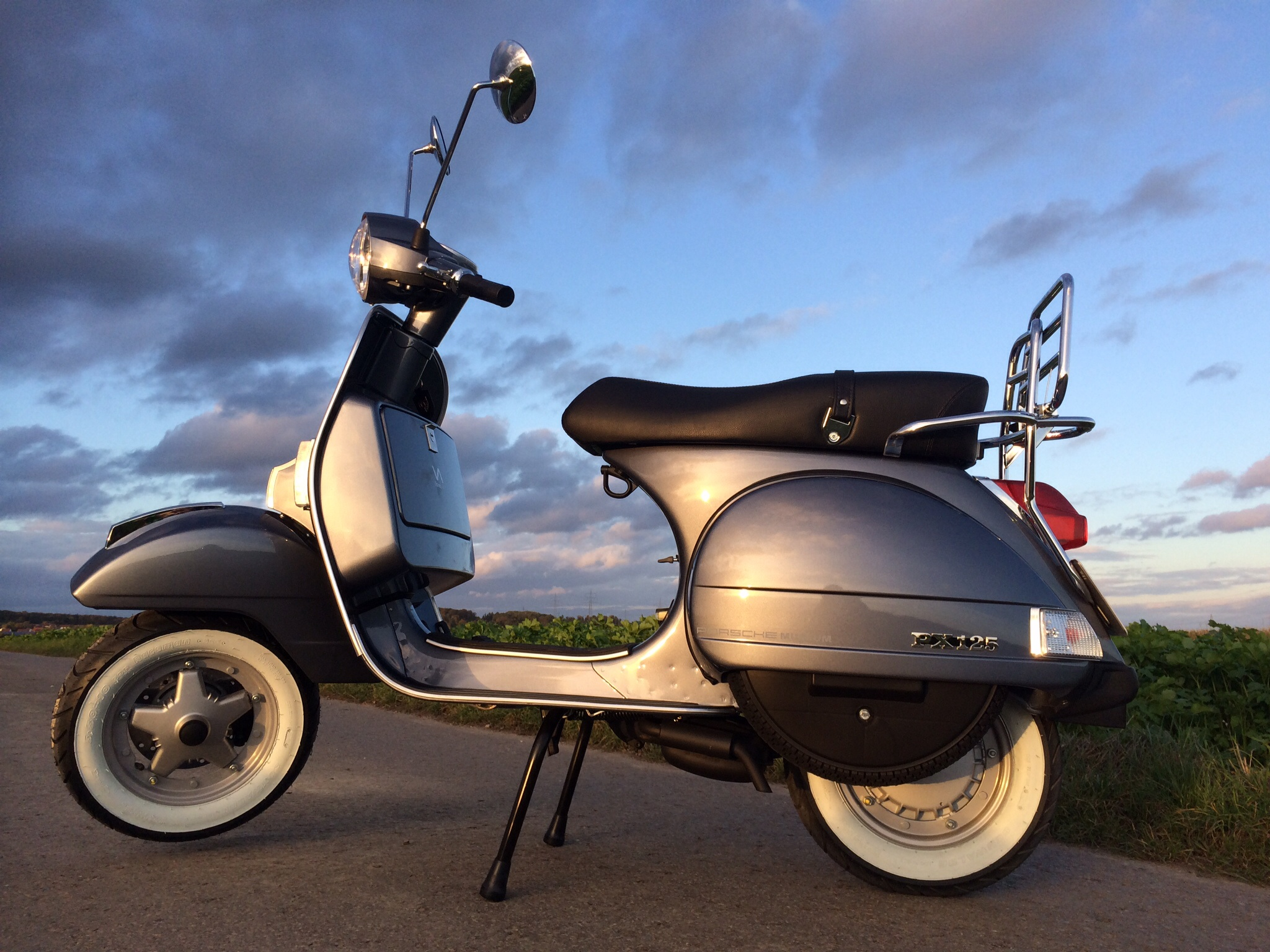
Vespa PX 125 (Sonderfarbe 2013, Silber Dolomiti)
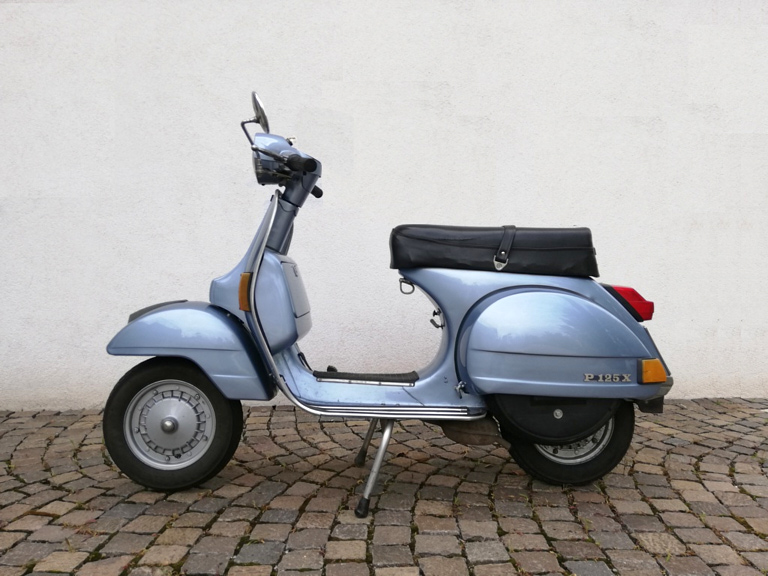
Piaggio Vespa P125X